# Greater Art
Greater Art – pierwszy album studyjny grupy muzycznej Lake of Tears wydany w 1994 roku. W przeciwieństwie do ich późniejszych albumów Greater Art należy stylistycznie wyłącznie do podgatunku doom metal.

## Lista utworów
1. Under the Crescent – 3:42
2. Eyes of the Sky – 3:44
3. Upon the Highest Mountain – 7:08
4. As Daylight Yields – 4:00
5. Greater Art – 4:51
6. Evil Inside – 3:04
7. Netherworld – 3:36
8. Tears – 4:43